# Anilocra plebeia
Anilocra plebeia is een pissebed uit de familie Cymothoidae. De wetenschappelijke naam van de soort is voor het eerst geldig gepubliceerd in 1881 door Schioedte & Meinert.